# Rivergrove
Rivergrove – miasto w Stanach Zjednoczonych, w stanie Oregon, w hrabstwie Washington.